# Fotiní Arambatzí
Fotiní Arambatzí (en grec Φωτεινή Αθανασίου Αραμπατζή) est une femme politique grecque.

## Biographie
Aux élections législatives grecques de janvier 2015, elle est élue députée au Parlement grec sur la liste de Nouvelle Démocratie dans la circonscription de Serrès.